# Uraeotyphlus gansi
Uraeotyphlus gansi är en groddjursart som beskrevs av Gower, Rajendran, Nussbaum och Wilkinson 2008. Uraeotyphlus gansi ingår i släktet Uraeotyphlus och familjen Ichthyophiidae. Inga underarter finns listade i Catalogue of Life.
Arten är bara känd från en mindre region nära staden Tirunelveli i södra Indien. Den hittades intill odlingsmark i bergstrakter vid cirka 1250 meter över havet. Uraeotyphlus gansi gräver i marken och den kan även förekomma i skogar. Groddjuret lever i markens översta skikt till ett djup av 20 cm. Den besöker även förmultnade träd.
Ett intensivare jordbruk med mer gödsel skulle påverka beståndet negativt. Nära fyndplatsen finns ett tigerreservat där skogen återskapas. IUCN kategoriserar arten globalt som otillräckligt studerad.